# Frank Haubold
Frank Otto Haubold (Union City, 23 marzo 1906 – Ridgefield, marzo 1985) è stato un ginnasta statunitense.

## Palmarès

### Olimpiadi
- Argento a Los Angeles 1932 nel concorso a squadre.
- Bronzo a Los Angeles 1932 nel cavallo con maniglie.